# AN/SPY-1
AN/SPY-1は、アメリカ合衆国がイージスシステム用に開発したフェーズドアレイレーダー。八角形のパッシブ・フェーズドアレイ・アンテナを4面、固定式に設置して、多数の目標を捜索・捕捉・追尾するとともに、艦対空ミサイルの誘導にも関与する多機能レーダーである。製造はロッキード・マーティン社（当初はRCA社）。

## 概要

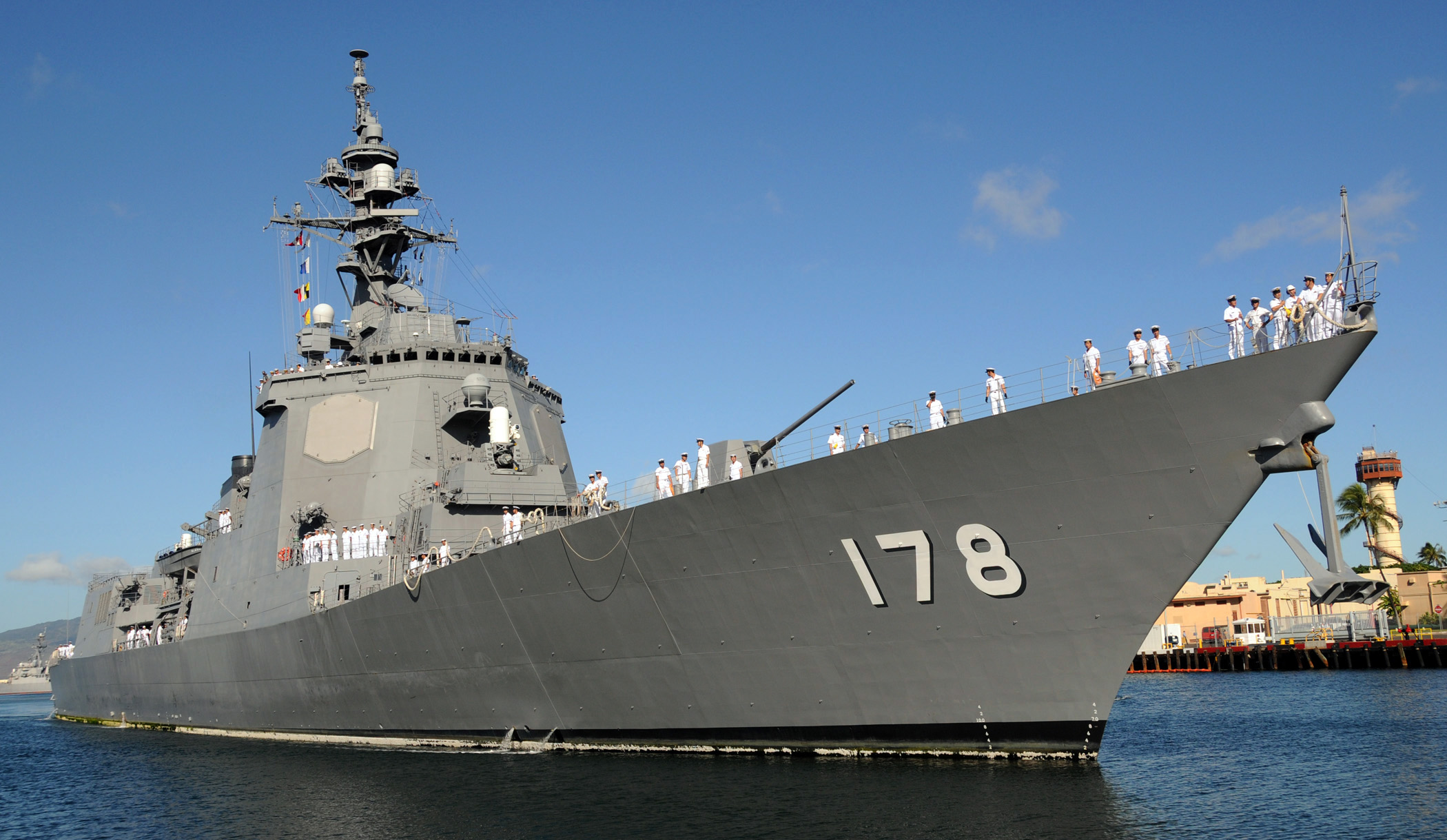
「あしがら」の艦橋正面上部、クリーム色の八角形がSPY-1D(V)のアンテナ、両舷に各1基が確認できる

SPY-1レーダーは、イージス武器システム（AWS）の核心となるサブシステムであり、多数目標の同時捜索探知、追尾、評定、および発射されたミサイルの追尾・指令誘導の役目を一手に担う、多機能レーダーである。
パッシブ・フェーズド・アレイ（PESA）方式の固定式平板アンテナを4枚持ち、これを四方に向けて上部構造物に固定装備することで、全周半球空間の捜索が可能になっている。その特徴的な外見は、イージス艦の特徴ともなっている。極めて優れた探知能力を備えており、アメリカ海軍は「SPYレーダー表示画面に目標を視認すれば、そこには目標が存在する。表示画面に目標を視認しなければ、そこには絶対に目標は存在しない」と豪語するほどである。
最初に開発されたA型、発展型のB型は巡洋艦向けで、前後の上部構造物に分けて装備された。その後、レーダー機器を艦橋構造物に集中配置して効率化をはかり、システムをコンパクト化したD型、その改良型のD(V)型が駆逐艦向けとして開発された。またD型をベースとしてシステムを簡略化したフリゲート向けのF型、より小型の艦艇向けのK型も開発されている。

## 来歴

### SPG-59の挫折
ジェット機の登場による経空脅威の増大に対処するため、1957年より、アメリカ海軍は次世代の防空システムとしてタイフォン・システムの開発に着手した。その中核となる多機能レーダーとして開発されたのがAN/SPG-59で、目標の捜索から捕捉・追尾、更にミサイル経由追尾（TVM）方式による艦対空ミサイルの誘導まで、交戦の全ての段階を担うことになっていた。しかし同システムでは、要求性能の高さに対する技術水準の低さなどのために開発は極めて難航しており、特にSPG-59レーダーは信頼性が低く、性能は要求に遠く達しない上に重量過大であった。
1962年には同システムの開発は実質的に打ち切られており、これを受けて1963年、アメリカ海軍は先進水上ミサイル・システム（ASMS）計画を開始した。この計画にあたり、海軍は民間企業に研究と提案書の提出を求めるとともに、独自に選抜した人材による評価グループを設立した。このグループはウィシントン少将をリーダーとし、1965年1月から約1年間という短期集中で作業にあたった。その主要な任務は、ASMSのシステムコンセプトとともに、特にその中核となる多機能レーダーの設計指針を策定することにあった。これによって開発されたのが本レーダーである。

### 設計指針の策定
本レーダーの設計指針の策定はASMS開発の成否を決する技術上最大の課題であり、特に最初にして最も重要な問題は動作周波数の決定にあった。Xバンド以上では探知距離が不足で、Sバンドより波長が長いと送信設備が過大となるため、選択肢はCバンドとSバンドに絞られた。兵器局 (BuWeps) が推すCバンドはSPG-59で採用されており、低高度目標に対する探知性能に優れ、ECCM性も高く、アンテナを小型にすることができるが、探知距離に不安があった。一方、艦船局 (BuShips) が推すSバンドは現用の3次元レーダーで採用されており、遠距離捜索性能に優れ、天候による影響も小さいが、アンテナは大型化が予想された。当初、SPG-59やSCANFARの反省から、アンテナを小型化できて艤装性に優れるCバンドが有力視されていたが、ウィシントン少将は「多機能レーダーとしては、目標の探知なくしては、他のいかなるレーダー能力も意味を持ち得ない」と洞察して、Sバンドの採用を決定した。この決定により、ウィシントン少将はアメリカの兵器開発史上に不朽の名声を残すことになった。
また、タイフォン・システムではTVM方式によるミサイルの終末誘導までをSPG-59多機能レーダーで行う計画であったのに対し、ASMSでは、ミサイルの終末誘導の機能は多機能レーダーから分離して、スレイブ型の専用イルミネーター（後のAN/SPG-62）を装備することとなった。このほか、レーダー送信管も、SPG-59で使われていた進行波管 (TWT) ではなく交差電力増幅管 (CFA) が採用されることになった。
これらの検討を踏まえて、RCA社では、1965年より本機の開発に着手した。なお1969年、RCA社が主契約者に選出されるとともに、ASMSは正式にイージスと改称した。

### 試験の過程
タイフォンでは、SPG-59の試作機をいきなり洋上試験に投入していたのに対し、イージスではまず地上で試験することが構想された。このためにニュージャージー州のムーアス・タウンに設置されたのが多目的陸上開発サイト（CSEDS）で、ランコカス地区にあった空軍のレーダー試験施設を譲り受けて、平たいビルディングの屋上に水上戦闘艦の上部構造物を再現した。
地上テストサイトに最初に設置されたのが本機の試作品（技術開発モデル）で、アンテナは1面のみの構成であった。これは1973年より稼働を開始し、後には戦術情報処理装置などその他のシステムと統合されて、システム全体の試作機にあたる技術開発モデル1号機（Engineering Development Model 1, EDM-1）としての試験に入った。地上での航空機追尾試験などを経て、1974年にはEDM-1を実験艦「ノートン・サウンド」に移設しての洋上試験が開始された。同艦では、地上テストサイトではシミュレータで代用されていたミサイル発射機（艦隊現用のMk.26発射機およびSM-1ミサイル）なども搭載され、ほぼ実艦への搭載に近い状況下で、太平洋上で総合的な試験がくりかえされた。このとき、ミサイル発射試験の初弾で早くもインターセプトに成功したほか、高速目標に対する迎撃能力、レーダーの対妨害能力の高さが注目されたと伝えられている。
これらの試験を経て、初の実用機であるAN/SPY-1Aを搭載したタイコンデロガ級ミサイル巡洋艦のネームシップ（タイコンデロガ）は1983年に就役した。

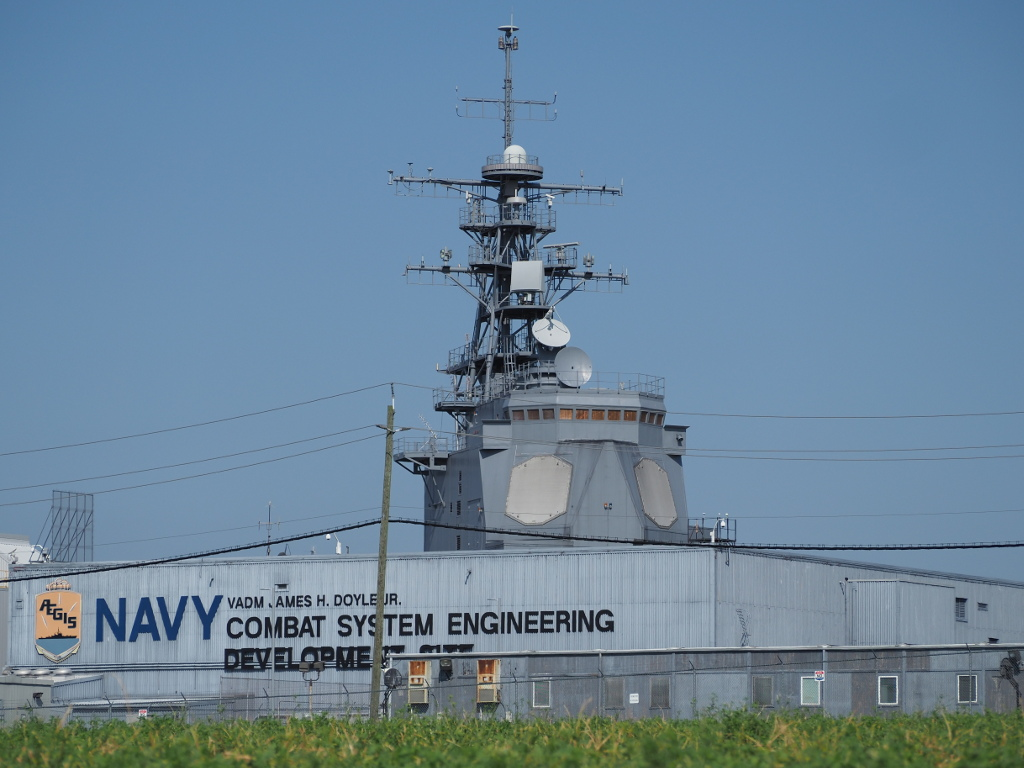
地上テストサイト
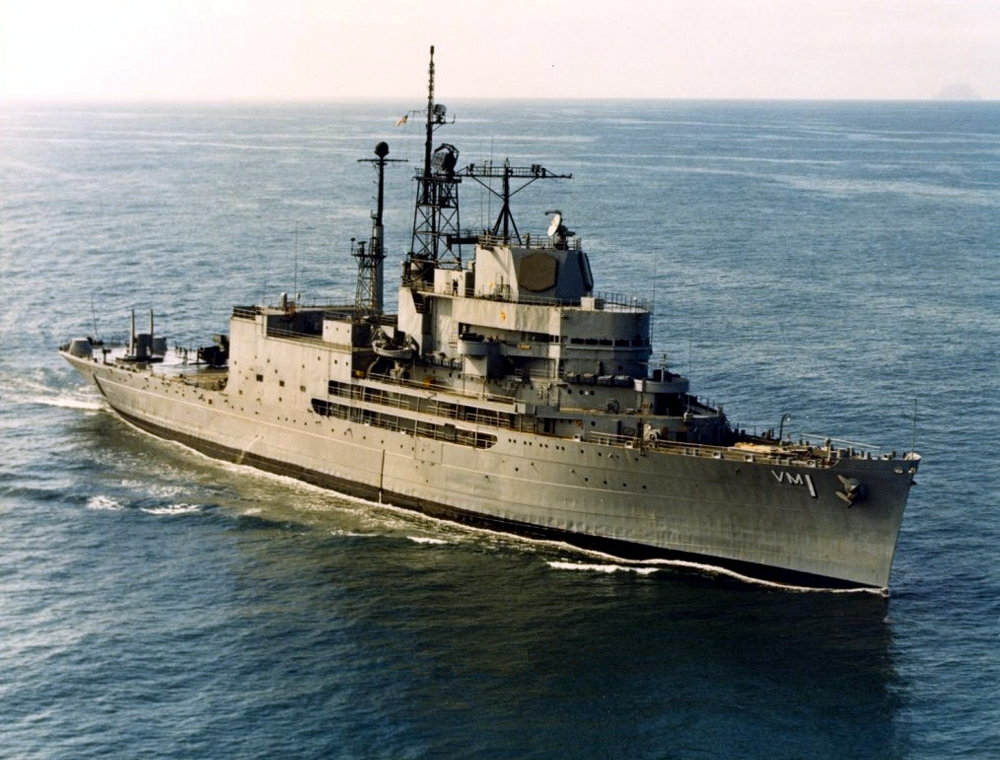
「ノートン・サウンド」

## 設計

### 構成

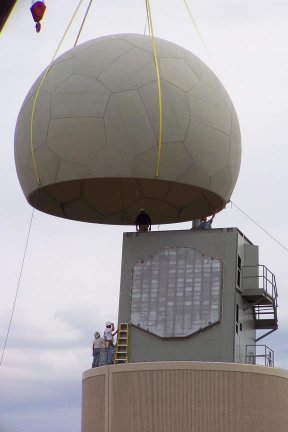
SPY-1Aのアンテナを流用した気象レーダー。レドームが外されて、サブアレイの配列が見えるようになっている。

上記の経緯により、動作周波数はSバンドとなった。アンテナ指向性の制御については、SPG-59ではルーネベルグ・レンズによって行っていたのに対し、SPY-1では位相の制御によって行う方式を採用し、フェーズドアレイレーダーとなった。4面のパッシブ・フェーズドアレイ・アンテナを固定配置する方式で、アンテナは、横幅3.66メートル×高さ3.84メートルの長方形をもとに、各頂点を切り欠いた八角形であった。
初期量産型のSPY-1Aの場合、アンテナ1面は140個のモジュールによって構成されており、モジュールはそれぞれ32個までの送信機・移相器を備えていた。モジュールの一部には空所が設けられており、1面あたりの合計個数は、送信素子は4,096個、受信素子は4,352個、予備の素子が128個であった。これらのモジュールはそれぞれ送信サブアレイと受信サブアレイを構成して、送信アレイ32個と受信アレイ68個を構成するように配列された。送信アレイは8個の送信機（CFA×32個、送信尖頭電力132キロワット）による給電を受けていた。移相器としてはフェライト移相器が用いられているといわれている。またビーム制御はAN/UYK-7電子計算機によって行われた。
改良型のSPY-1Bでは、送信機を改良することで送信尖頭電力を変えずにデューティ比を倍増させ、より長いパルス長に対応するとともに高仰角方向への送信能力を向上させた。移相器の軽量化が図られて、1面あたりの移相器の合計重量が12,000ポンド (5,400 kg)であったものが7,900ポンド (3,600 kg)となったほか、アンテナのサイドローブ抑制能力が強化された。またアンテナ素子は1面あたり4,350個となり、サブアレイの構成も変更された。更に信号処理装置も強化され、電子計算機としては従来のAN/UYK-7・20に加えて新型のAN/UYK-43が導入されたほか、コンソールも、従来のAN/UYA-4に加えてAN/UYQ-21が導入された。
SPY-1Bをもとに、駆逐艦に搭載できるようにシステムのコンパクト化を図ったのがSPY-1Dで、アンテナ素子は1面あたり4,350個で変わらないが、4面のアンテナを1つの上部構造物の四周に配置するようにすることで、制御用の電子計算機を1基のUYK-43にまとめることができた。電子計算機としてはUYK-7・20は廃止されてUYK-43・44に完全移行、コンソールもAN/UYA-4は廃止されてAN/UYQ-21とAN/UYQ-70の組み合わせに移行した。また従来は、艦対空ミサイルの指令誘導用アップリンクには専用アンテナが用いられていたのに対し、本機ではレーダー用アンテナと兼用となった。その後、シースキマー対処・電子防護能力を向上させた改良型であるSPY-1D(V)も開発された。
一方、SPY-1Dをもとにした軽量版として開発されたのがSPY-1Fで、FARS（Frigate Array Radar System）と通称された。通称の通りのフリゲートのほか、航空母艦や強襲揚陸艦への搭載も考慮されており、アンテナが2.4メートル径に縮小されたのに伴って、アンテナ素子も1,856個に削減された。送信尖頭電力は、SPY-1Dでは4,000キロワットであったのに対し、SPY-1Fでは600キロワットに低下した。また、更にアンテナを1.7メートル径に小型化し、素子数を912個に削減したSPY-1Kも開発された。
なお、アンテナ部をアクティブ・フェーズドアレイ（AESA）方式としたSPY-1Eも開発され、2006年から試作予定とされていたが、これは装備化されず、イージスシステムへのAESAアンテナの導入はAN/SPY-6およびAN/SPY-7を待つこととなった。

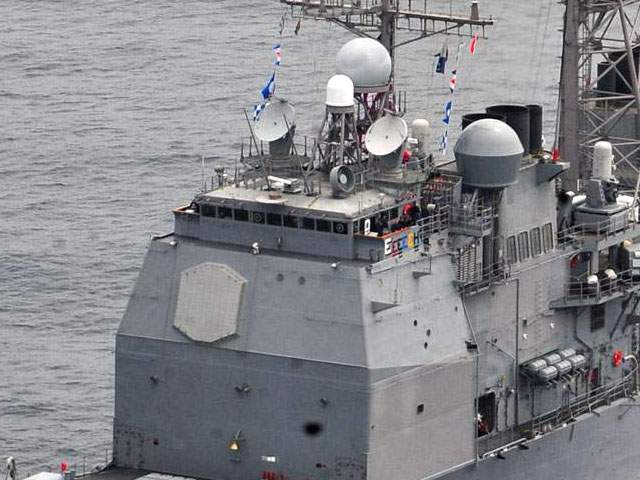
SPY-1A
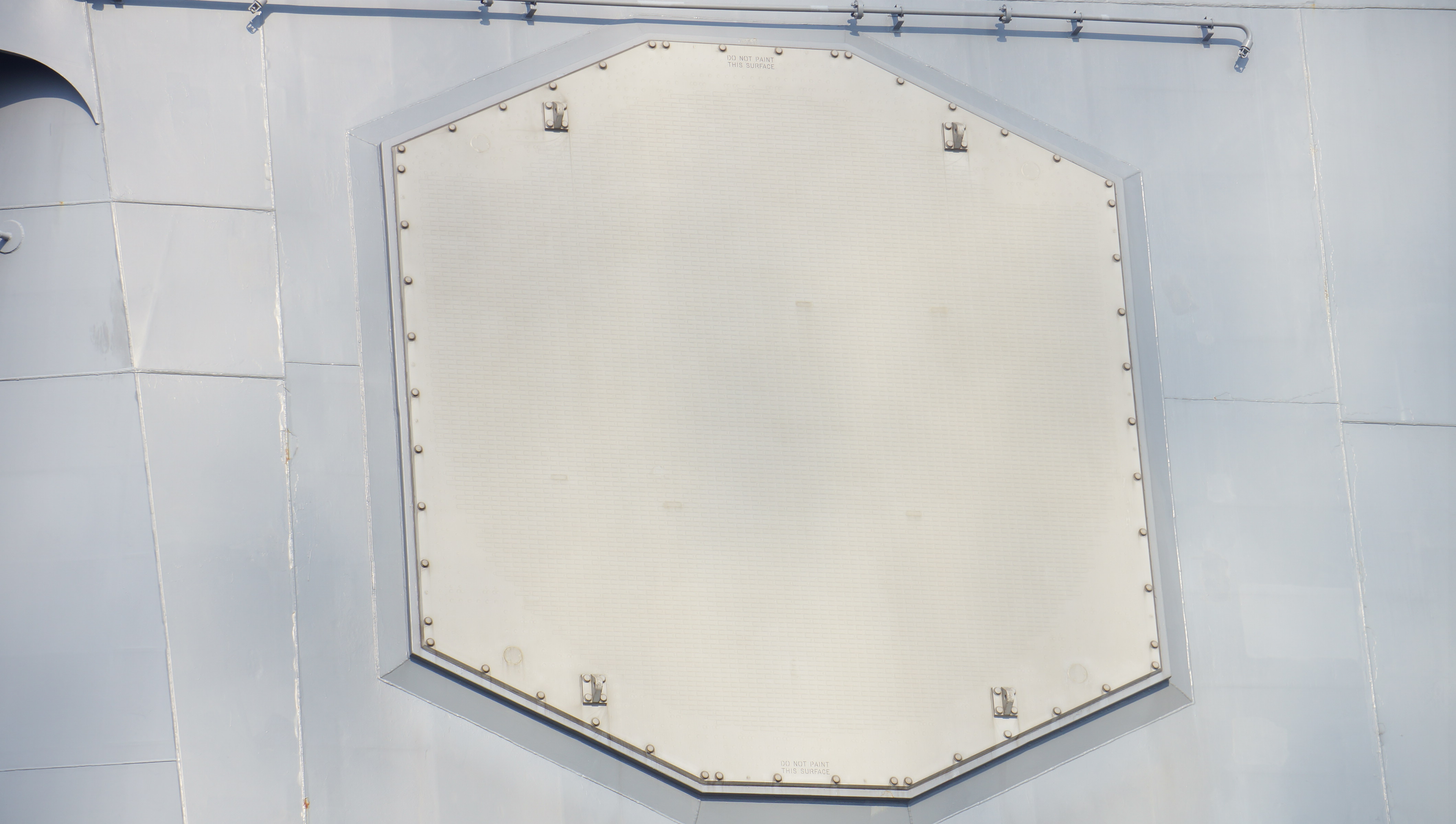
SPY-1D(V)
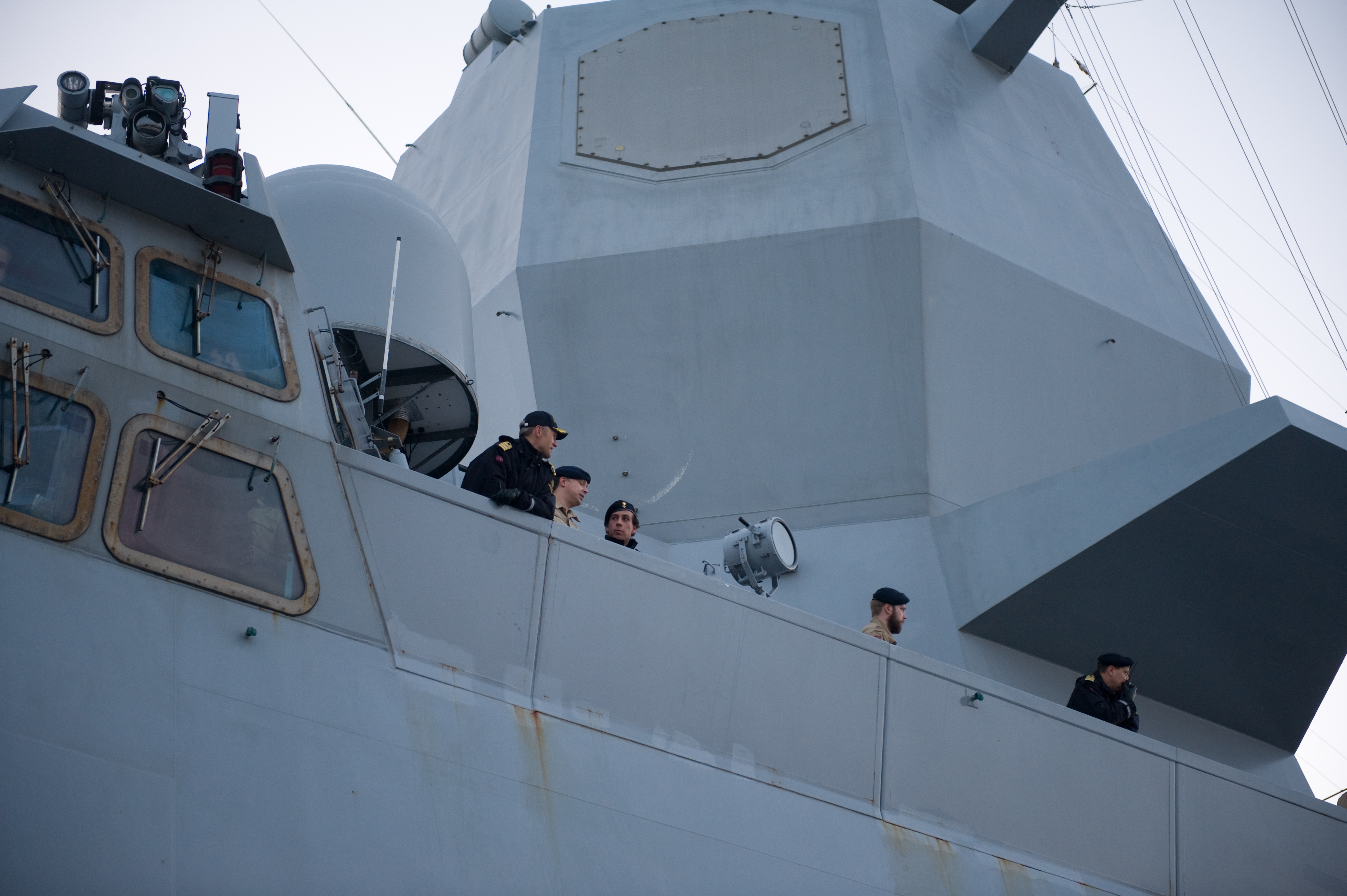
SPY-1F

### 機能
本機は、コンピュータ制御による捜索・追尾・ミサイル誘導の各機能を兼ね備えた多機能レーダー（multifunction radar）である。これにより、従来の防空システムでネックとなっていた、捜索レーダーから追尾レーダーへの目標の移管などがより迅速化され、交戦がより円滑化された。それらを一括して担当するSPY-1は、捜索・探知、管制、攻撃という、武器システムの基本機能の中核体として機能する。
探知（detect）段階においては、全周の半球空間中の所定の空間を約1ミリ秒の間ペンシル・ビームで捜索する。走査パターンはドクトリンに従い、最も効率的に捜索するように制御される。ある1つのビーム（dwell）で1つの目標を初探知すると、コンピュータは当該目標に対して複数のビームを集中的に指向して捕捉し、追尾に移行する。
ペンシル・ビームの幅は縦横ともに1.7度、目標情報は1秒間に数回という頻度で更新され、同時に200個以上の目標を追尾することができる。広域捜索に用いる場合の最大探知距離は175海里 (324 km)、シースキマーに対する低空警戒時の探知距離は45海里 (83 km)とされる。
管制（control）段階においては、SPY-1レーダーは多数のチャンネルを有する火器管制レーダーとして機能し、高精度で目標を追尾して射撃諸元を算出する。
攻撃（engage）段階においては、SM-2MR/ERの終末誘導を行うMk.99 ミサイル射撃指揮装置を補完し、SM-2に対して中間指令誘導を行うことで、目標に対するMk.99の拘束時間を局限するとともに、ミサイルの誘導・飛翔経路を効率化する。なおこの際、目標が遠ければ遠いほど、SPY-1による情報だけでは艦対空ミサイルの近接信管が作動する範囲内に艦対空ミサイルを誘導することが難しくなることから、イルミネーターによる精密な終末誘導が必要となるが、逆に近ければSPY-1による追尾精度が向上するため、イルミネーターの拘束時間は短くなる。近距離であればSPY-1多機能レーダーのみでSM-2の終末誘導を行うことも可能で、同時対処能力は実質的に無制限ともいわれる。

## 採用国と搭載艦
アメリカ海軍
- タイコンデロガ級ミサイル巡洋艦
  - ベースライン0－2搭載艦（1番艦から12番艦まで）: SPY-1A
  - ベースライン3・4搭載艦（13番艦から27番艦まで）: SPY-1B
- アーレイ・バーク級ミサイル駆逐艦
  - 1番艦から40番艦まで: SPY-1D
  - 41番艦以降: SPY-1D(V)[14]

 スペイン海軍
- アルバロ・デ・バサン級フリゲート: SPY-1D

 ノルウェー海軍
- フリチョフ・ナンセン級フリゲート: SPY-1F

 海上自衛隊
- こんごう型護衛艦: SPY-1D
- あたご型護衛艦: SPY-1D(V)
- まや型護衛艦: SPY-1D(V)

 大韓民国海軍
- 世宗大王級駆逐艦: SPY-1D(V)

 オーストラリア海軍
- ホバート級駆逐艦: SPY-1D(V)